# Hubertus Heil

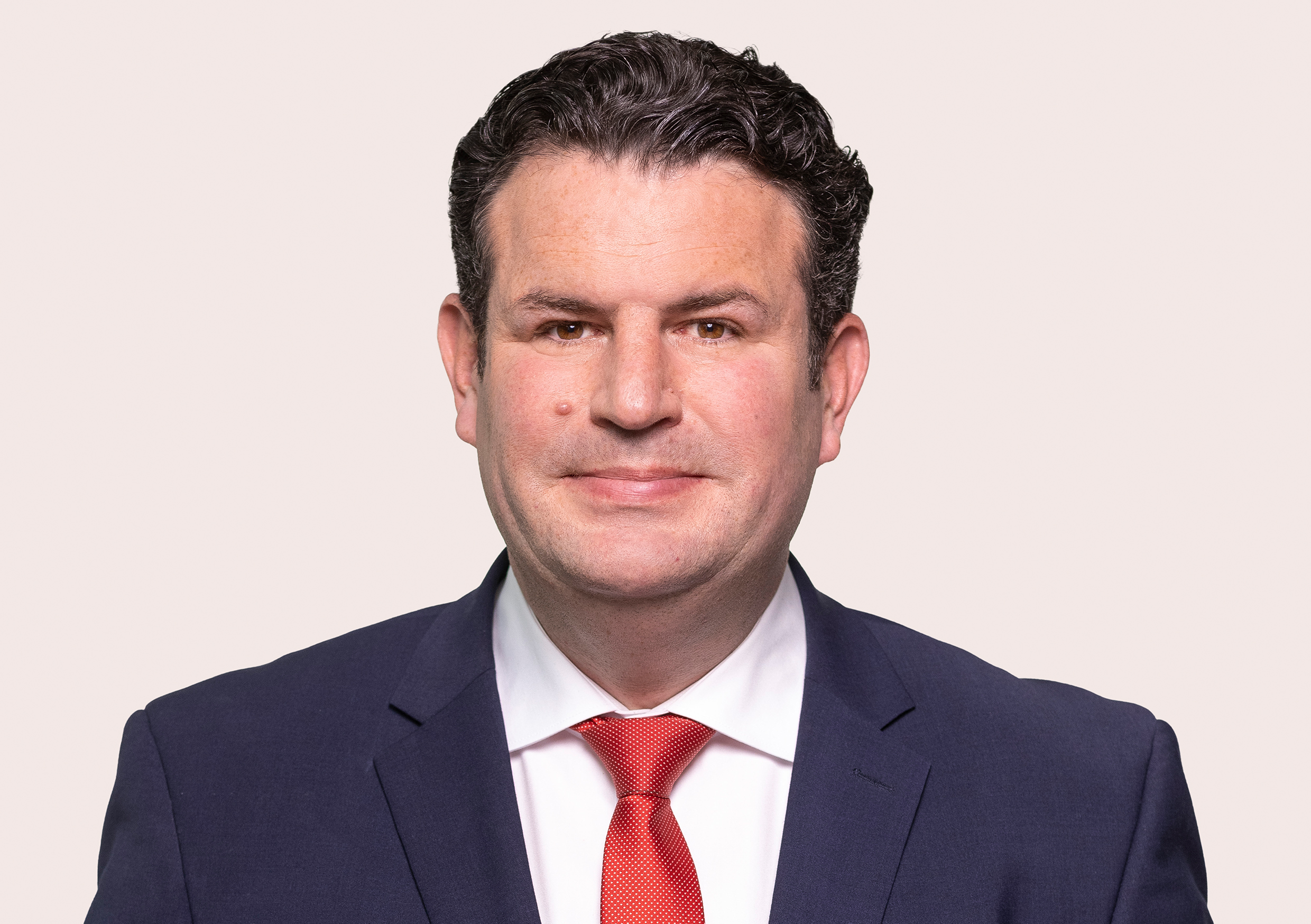
Hubertus Heil (2021)

Wolfgang-Hubertus Ernst Ulrich Heil (* 3. November 1972 in Hildesheim) ist ein deutscher Politiker (SPD). Er war vom 14. März 2018 bis zum 6. Mai 2025 Bundesminister für Arbeit und Soziales.
Seit Oktober 1998 ist Heil Mitglied des Deutschen Bundestages. Von November 2005 bis November 2009 und von Juni bis Dezember 2017 war er Generalsekretär seiner Partei. Von Dezember 2019 bis Juni 2025 war er stellvertretender Parteivorsitzender der SPD.

## Herkunft, Ausbildung und Privates
Heil wurde am Hubertustag 1972 als Sohn einer Studienrätin in Hildesheim geboren. Er wuchs zusammen mit seinem Bruder bei seiner alleinerziehenden Mutter auf. Sein Vater verließ die Familie und ging nach Mexiko, wo er einen weiteren Sohn bekam und auch starb. Nach dem Abitur 1992 am Gymnasium am Silberkamp in Peine leistete Heil seinen Zivildienst beim Paritätischen Wohlfahrtsverband in Peine ab und begann 1995 ein Studium der Politikwissenschaft und Soziologie an der Universität Potsdam, das er im Jahre 2006 an der Fernuniversität in Hagen abschloss. Er war von 1994 bis 1998 Mitarbeiter der brandenburgischen Landtagsabgeordneten Heidrun Förster und 1998 Mitarbeiter der Bundestagsabgeordneten Eva Folta. Von 1995 bis 1997 war er außerdem Geschäftsführer der Arbeitsgemeinschaft für Arbeit der SPD Brandenburg.
Heil ist evangelisch. Er ist mit der Rechtsanwältin Solveig Orlowski verheiratet, mit der er einen Sohn (* 2012) und eine Tochter (* 2014) hat.

## Politische Laufbahn

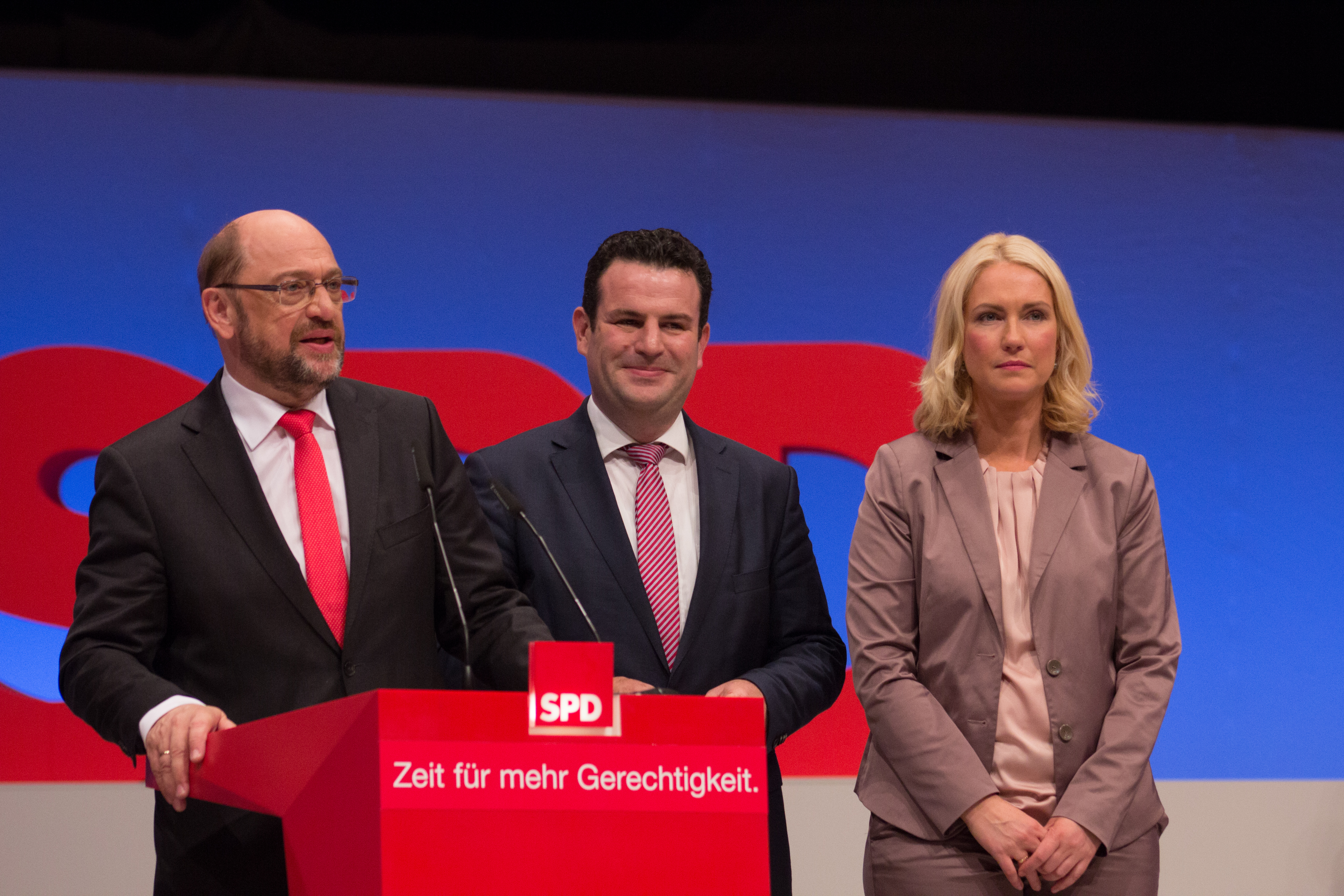
Martin Schulz (l.), Hubertus Heil (m.) und Manuela Schwesig (r.) zum Abschluss des SPD-Bundesparteitages am 25. Juni 2017 in Dortmund.

### Übersicht
Heil trat 1988 der SPD bei. Er engagierte sich zunächst bei den Jusos, deren Bezirksvorsitzender in Braunschweig er von 1991 bis 1995 war. Von 2001 bis 2007 war er stellvertretender Vorsitzender des SPD-Unterbezirks Peine und stellvertretender Vorsitzender des SPD-Bezirks Braunschweig. Er war von 2009 bis 2023 Vorsitzender des SPD-Bezirks Braunschweig und ist seit 2011 Mitglied des SPD-Parteivorstands. Auf dem Bundesparteitag am 6. Dezember 2019 wurde er mit 70,0 Prozent der Delegiertenstimmen zum stellvertretenden Parteivorsitzenden der SPD gewählt. Er amtierte bis zum 27. Juni 2025.

### Bundestagsabgeordneter (seit 1998)
Seit 1998 ist Heil Mitglied des Deutschen Bundestages. Er gehörte von Oktober 2002 bis November 2005 dem Vorstand der SPD-Landesgruppe Niedersachsen und von Oktober 2002 bis November 2004 dem Vorstand der SPD-Bundestagsfraktion an. Außerdem war er von April 2003 bis Oktober 2005 Vorsitzender der Fraktionsarbeitsgruppe Telekommunikation und Post. Er gehört zu den Gründungsmitgliedern des Netzwerkes Berlin, deren Sprecher er von 2003 bis 2005 war. Von 2009 bis 2017 war er stellvertretender Vorsitzender der SPD-Bundestagsfraktion für die Bereiche Wirtschaft und Energie, Bildung und Forschung sowie Tourismus.
In der 21. Wahlperiode des Deutschen Bundestag wurde er ordentliches Mitglied im Auswärtigen Ausschuss.
Er ist stets als direkt gewählter Abgeordneter des Wahlkreises Gifhorn – Peine in den Bundestag eingezogen.
Hubertus Heil, Protestant und Mitglied des Präsidiums des Deutschen Evangelischen Kirchentags, wurde am 24. Juni 2025 neuer Religionsbeauftragter der SPD-Bundestagsfraktion; er ist Nachfolger von Lars Castellucci.

### SPD-Generalsekretär (2005 bis 2009 und 2017)
Nachdem der vom damaligen Parteivorsitzenden Franz Müntefering als Generalsekretär vorgeschlagene Kajo Wasserhövel im Bundesvorstand gegen Andrea Nahles unterlegen war, verkündete Müntefering seinen Rücktritt vom Parteivorsitz und Nahles verzichtete auf eine Generalsekretärs-Kandidatur. Der designierte Parteivorsitzende Matthias Platzeck schlug dem Vorstand daraufhin den noch recht unbekannten Abgeordneten Heil für die Nominierung zum Generalsekretär vor. Am 15. November 2005 wurde Heil mit 61,7 Prozent der Delegiertenstimmen gewählt und am 26. Oktober 2007 mit 80,9 Prozent wiedergewählt. Zusammen mit Andrea Nahles und Wolfgang Thierse ist Hubertus Heil Hauptautor des aktuellen Grundsatzprogramms seiner Partei, das 2007 in Hamburg verabschiedet wurde. Mit diesem Programm spricht sich die SPD unter anderem für einen vorsorgenden Sozialstaat aus. Als Generalsekretär war er mitverantwortlich für den Wahlkampf zur Bundestagswahl 2009, bei der die SPD mit 23 Prozent ihr bis damals schlechtestes Ergebnis überhaupt erzielte. Am 30. Mai 2017 gab der Parteivorsitzende Martin Schulz bekannt, Heil ab Juni 2017 erneut zum Generalsekretär zu berufen. Heil trat damit die Nachfolge Katarina Barleys an, die als Bundesfamilienministerin ins Kabinett wechselte. Für die Bundestagswahl 2017 fungierte er erneut kurzfristig als Wahlkampfmanager. Nach dem mit 20,5 Prozent für die Sozialdemokraten enttäuschenden Ergebnis kündigte Heil an, nicht mehr als Generalsekretär anzutreten. Sein Nachfolger wurde Lars Klingbeil.

### Bundesminister für Arbeit und Soziales (2018 bis 2025)

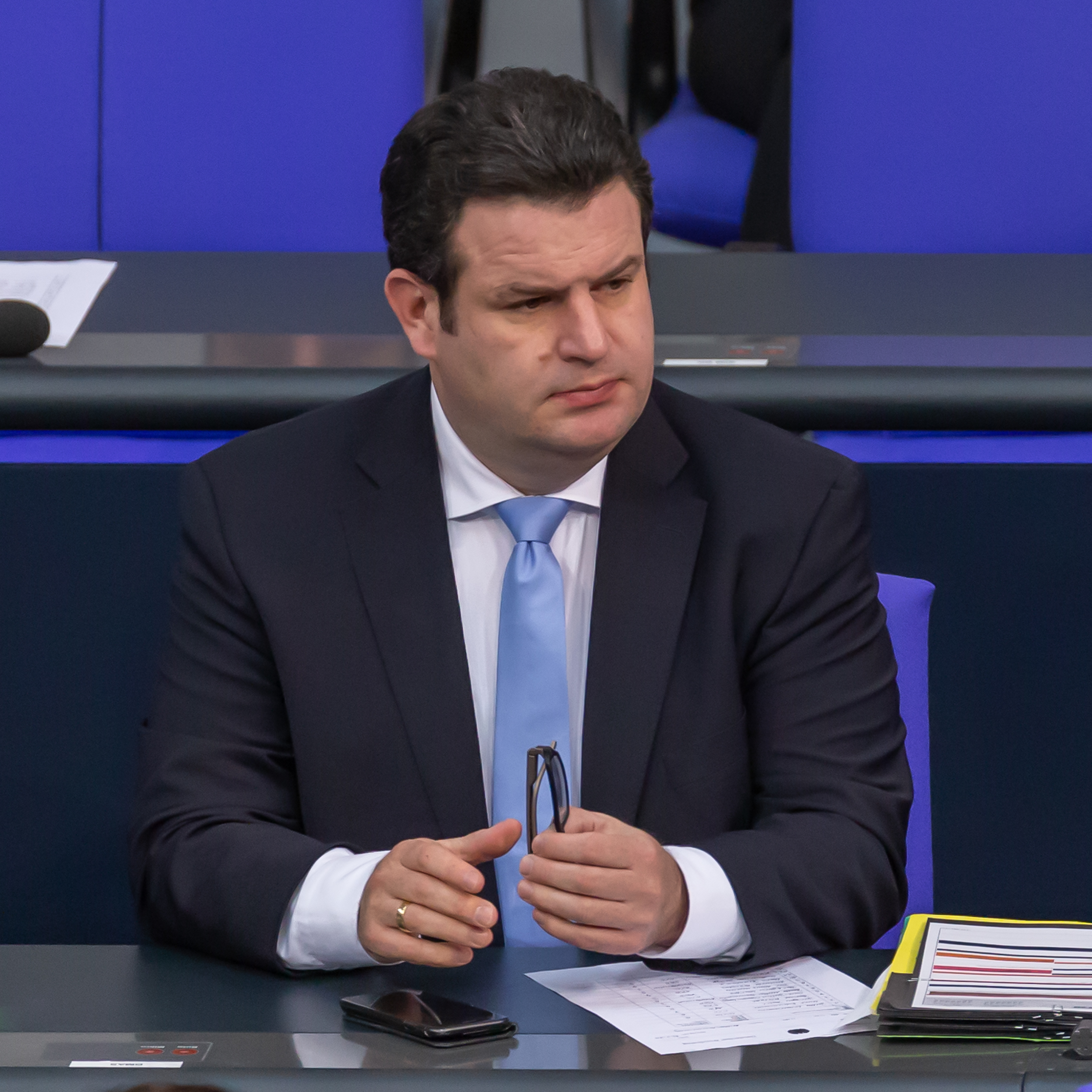
Hubertus Heil auf der Regierungsbank (2020)

Bundespräsident Frank-Walter Steinmeier ernannte Heil am 14. März 2018 zum Bundesminister für Arbeit und Soziales im Kabinett Merkel IV und erneut am 8. Dezember 2021 zum Bundesminister im Kabinett Scholz, zuständig für das Ressort Arbeit und Soziales. In das Kabinett Merz wurde Hubertus Heil trotz der Regierungsbeteiligung der SPD nicht erneut zum Bundesminister für Arbeit und Soziales berufen. Am 6. Mai 2025 schied er daher aus dem Amt aus. Seine Nachfolgerin wurde die vorherige Bundestagspräsidentin Bärbel Bas.

## Politische Positionen
In dem von ihm herausgegebenen Buch Soziales Deutschland befasst sich Heil mit sozialer Exklusion, der sozialen Lage in Deutschland und Gerechtigkeitspolitik. In seinem Buch Damit Deutschland vorankommt: Kompass für eine progressive Wirtschaftspolitik plädiert Heil für Strukturpolitik, eine Politik der Vollbeschäftigung und neue Regeln für die Finanzmärkte. Als Bundesminister für Arbeit rief Heil die „Konzertierte Aktion Pflege“ mit ins Leben. Ein wichtiges Ziel ist die Steigerung der Gehälter in der Altenpflege. „Die von mir bevorzugte Lösung ist, dass ein Tarifvertrag verhandelt wird, den ich dann für allgemeinverbindlich für die gesamte Branche erklären kann“, so Heil im Juni 2019. Heil fordert die Einführung einer Grundrente, die mit 900 Euro über der derzeitigen Grundsicherung im Alter liegt. Diese soll 2021 in Kraft treten. Als Minister hat er das Paketboten-Schutz-Gesetz vorgelegt, das eine Generalunternehmerhaftung auch auf die Paketzustell-, Express- und Kurierbranche einführt. Damit soll sichergestellt werden, dass Subunternehmen Sozialbeiträge für ihre Angestellten zahlen, fairer Wettbewerb herrscht und soziale Sicherheit und Arbeitsbedingungen für Paketboten verbessert werden. Heil spricht sich für einen Mindestlohn von mindestens 12 Euro aus und hat mit Finanzminister Olaf Scholz dazu 2021 ein Konzept vorgelegt. Bei der Rentenversicherung hält Heil eine hohe Beschäftigungsquote und niedrige Arbeitslosigkeit für zentral („Stabilisierung der Rente findet am Arbeitsmarkt statt“), da mit ausreichend Beitragszahlern die Rentenhöhe stabilisiert werden könne. Diese Strategie, die Beitragszahler statt Rentenreformen priorisiert, zog auch Kritik auf sich. Eine Erhöhung des Rentenalters auf über 67 Jahre lehnt Heil klar ab.

## Weitere Tätigkeiten
2017 wurde Heil in den Aufsichtsrat der Bundesgesellschaft für Endlagerung berufen. Das Mandat endete mit der Ernennung zum Bundesminister am 14. März 2018.

## Veröffentlichungen
- Hubertus Heil, Muzaffer Perik, Peter-Ulrich Wendt (Hrsg.): Jugend und Gewalt: Über den Umgang mit gewaltbereiten Jugendlichen. Schüren Verlag, Marburg 1993, ISBN 3-89472-075-1.
- Hubertus Heil, Juliane Seifert (Hrsg.): Soziales Deutschland: Für eine neue Gerechtigkeitspolitik. VS Verlag, Wiesbaden 2005, ISBN 3-531-14798-6.
- Hubertus Heil, Kurt Beck (Hrsg.): Sozialdemokratische Außenpolitik für das 21. Jahrhundert. Nomos Verlag, Baden-Baden 2007, ISBN 978-3-8329-2596-3.
- Hubertus Heil, Armin Steinbach: Damit Deutschland vorankommt: Kompass für eine progressive Wirtschaftspolitik. Vorwärts Verlag, Berlin 2011, ISBN 978-3-8660-2351-2.